# MR1
MR1 (англ. Major histocompatibility complex, class I-related) – білок, який кодується однойменним геном, розташованим у людей на короткому плечі 1-ї хромосоми.  Довжина поліпептидного ланцюга білка становить 341 амінокислот, а молекулярна маса — 39 366.
| 10         |  | 20         |  | 30         |  | 40         |  | 50         |
| ---------- |  | ---------- |  | ---------- |  | ---------- |  | ---------- |
| MGELMAFLLP |  | LIIVLMVKHS |  | DSRTHSLRYF |  | RLGVSDPIHG |  | VPEFISVGYV |
| DSHPITTYDS |  | VTRQKEPRAP |  | WMAENLAPDH |  | WERYTQLLRG |  | WQQMFKVELK |
| RLQRHYNHSG |  | SHTYQRMIGC |  | ELLEDGSTTG |  | FLQYAYDGQD |  | FLIFNKDTLS |
| WLAVDNVAHT |  | IKQAWEANQH |  | ELLYQKNWLE |  | EECIAWLKRF |  | LEYGKDTLQR |
| TEPPLVRVNR |  | KETFPGVTAL |  | FCKAHGFYPP |  | EIYMTWMKNG |  | EEIVQEIDYG |
| DILPSGDGTY |  | QAWASIELDP |  | QSSNLYSCHV |  | EHCGVHMVLQ |  | VPQESETIPL |
| VMKAVSGSIV |  | LVIVLAGVGV |  | LVWRRRPREQ |  | NGAIYLPTPD |  | R          |

A: Аланін

C: Цистеїн

D: Аспарагінова кислота

E: Глутамінова кислота

F: Фенілаланін

G: Гліцин

H: Гістидин

I: Ізолейцин

K: Лізин

L: Лейцин

M: Метіонін

N: Аспарагін

P: Пролін

Q: Глутамін

R: Аргінін

S: Серин

T: Треонін

V: Валін

W: Триптофан

Задіяний у таких біологічних процесах як імунітет, вроджений імунітет, поліморфізм. 
Локалізований у клітинній мембрані, мембрані, ендоплазматичному ретикулумі.
Також секретований назовні.